# Großbritannien (Insel)
Die Insel Großbritannien (englisch Great Britain oder kurz Britain) liegt im Atlantischen Ozean, zwischen der Irischen See und dem Nordatlantik im Westen, der Nordsee im Osten und dem Ärmelkanal im Südosten, an der nordwestlichen Küste des europäischen Kontinents.
Mit einer Fläche von 229.850 km² ist die Hauptinsel die neuntgrößte Insel der Welt sowie die größte Insel Europas und der Britischen Inseln, zu denen unter anderem auch Irland und die Isle of Man gehören. England und Wales bildeten im Altertum die römische Provinz Britannia.

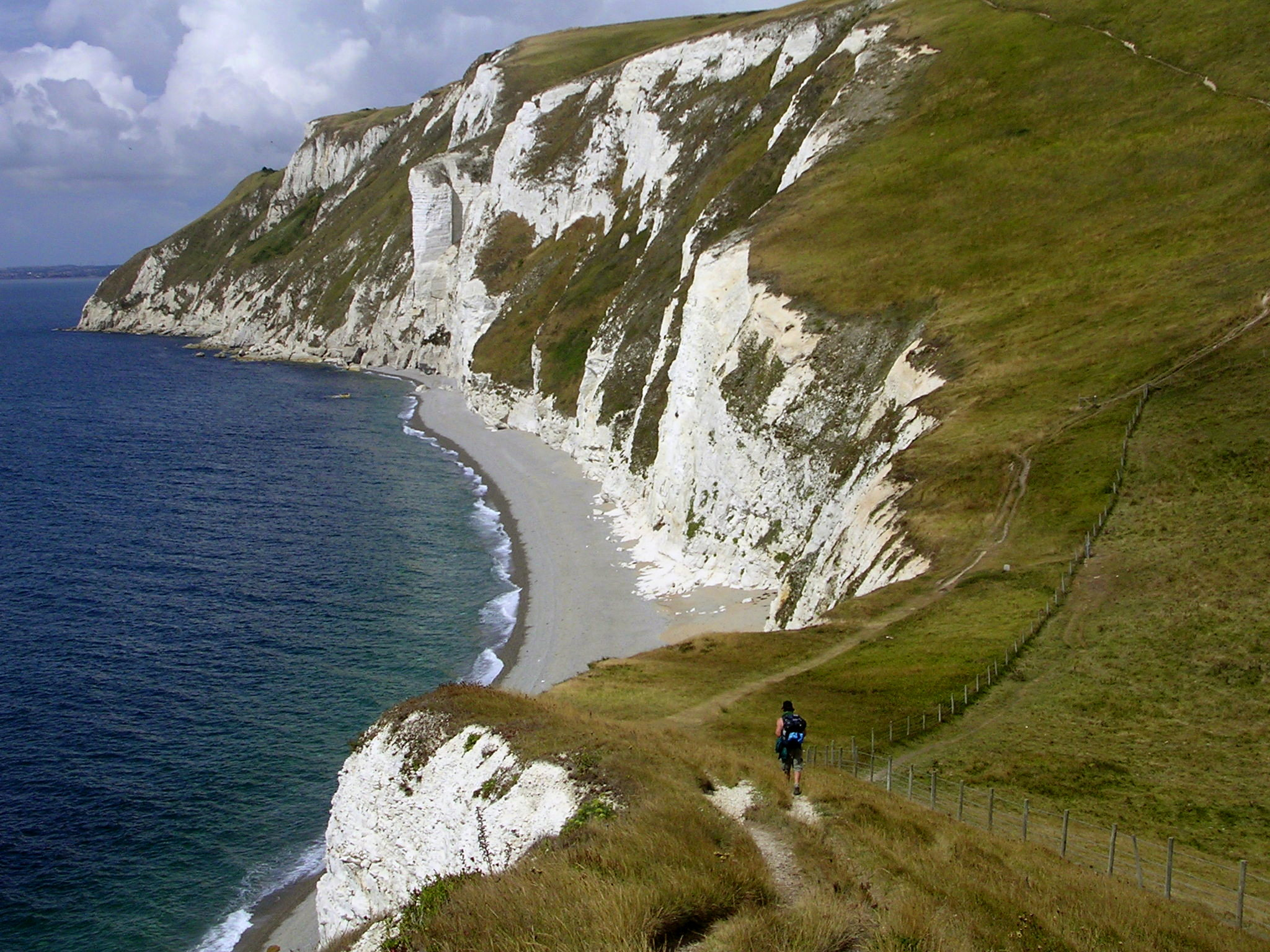
Kreideküste am Ärmelkanal

Ein alter Name für die Insel Großbritannien ist „Albion“. Dieser Name, von Alfred Holder (Alt-Keltischer Sprachschatz, 1896) als „Weißland“ übersetzt, könnte sich auf die weißen Kreideklippen von Dover beziehen, die man bei klarer Sicht bereits vom europäischen Festland aus über die engste Stelle des Ärmelkanals hinweg sehen kann (Straße von Dover). Der Name im Gälischen für Schottland ist Alba.
Politisch ist Großbritannien seit dem Act of Union 1707 zur Vereinigung der englischen mit der schottischen Krone eine Einheit, die aus den „Landesteilen“ England, Wales (seit 1542 englisch) und Schottland besteht (alle drei im Englischen auch „Nationen“ genannt; im Jahre 2003 erklärte der britische Premierminister zusätzlich, die Landesteile seien eigentlich „Länder innerhalb eines Landes“). Die Hebriden, die Orkney und die Shetlandinseln werden als Teil Schottlands ebenfalls politisch zu Großbritannien gerechnet, obwohl sie geografisch eigenständige, durchaus größere Inseln sind. Die drei „Landesteile“ Großbritanniens und die schottischen Nebeninseln bilden zusammen mit der Provinz Nordirland (ebenfalls offiziell auch als „Land“ bezeichnet) das Vereinigte Königreich Großbritannien und Nordirland, das im Deutschen oft ebenfalls Großbritannien genannt wird, auch wenn es vom Staatsgebiet wesentlich größer als die geographische Insel Großbritannien ist.
Die direkt der britischen Krone unterstehenden Kanalinseln und die Isle of Man sind kein Teil des Vereinigten Königreichs Großbritannien und Nordirland; die Isle of Man und auch ganz Irland gehören jedoch geographisch zu den Britischen Inseln, die Kanalinseln dagegen nicht.

## Name

### Herkunft des Namens
Historisch gab es ein großes und ein kleines Britannien: die Insel [Groß]Britannien (Britannia [Maior]) und die Halbinsel Kleinbritannien (Britannia Minor) im Nordwesten Frankreichs – heute Bretagne genannt. Im Englischen werden die beiden heute als Great Britain und Brittany bezeichnet. Im Französischen werden entsprechend Grande Bretagne und Bretagne unterschieden. Die Bezeichnung Little Britain (Kleinbritannien) für die Bretagne ist genauso historisch und außer Gebrauch wie im Deutschen; sie ist zudem nicht eindeutig und wird teilweise (neben weiterem) auch für die Insel Irland genutzt, u. a. bei Ptolemäus (Μικρὰ Βρεττανία).

### Entstehen und Veränderungen der Bezeichnung „Großbritannien“

Mengendiagramm mit den Teilen der Britischen Inseln:
politische Bezeichnung
geografische Bezeichnung

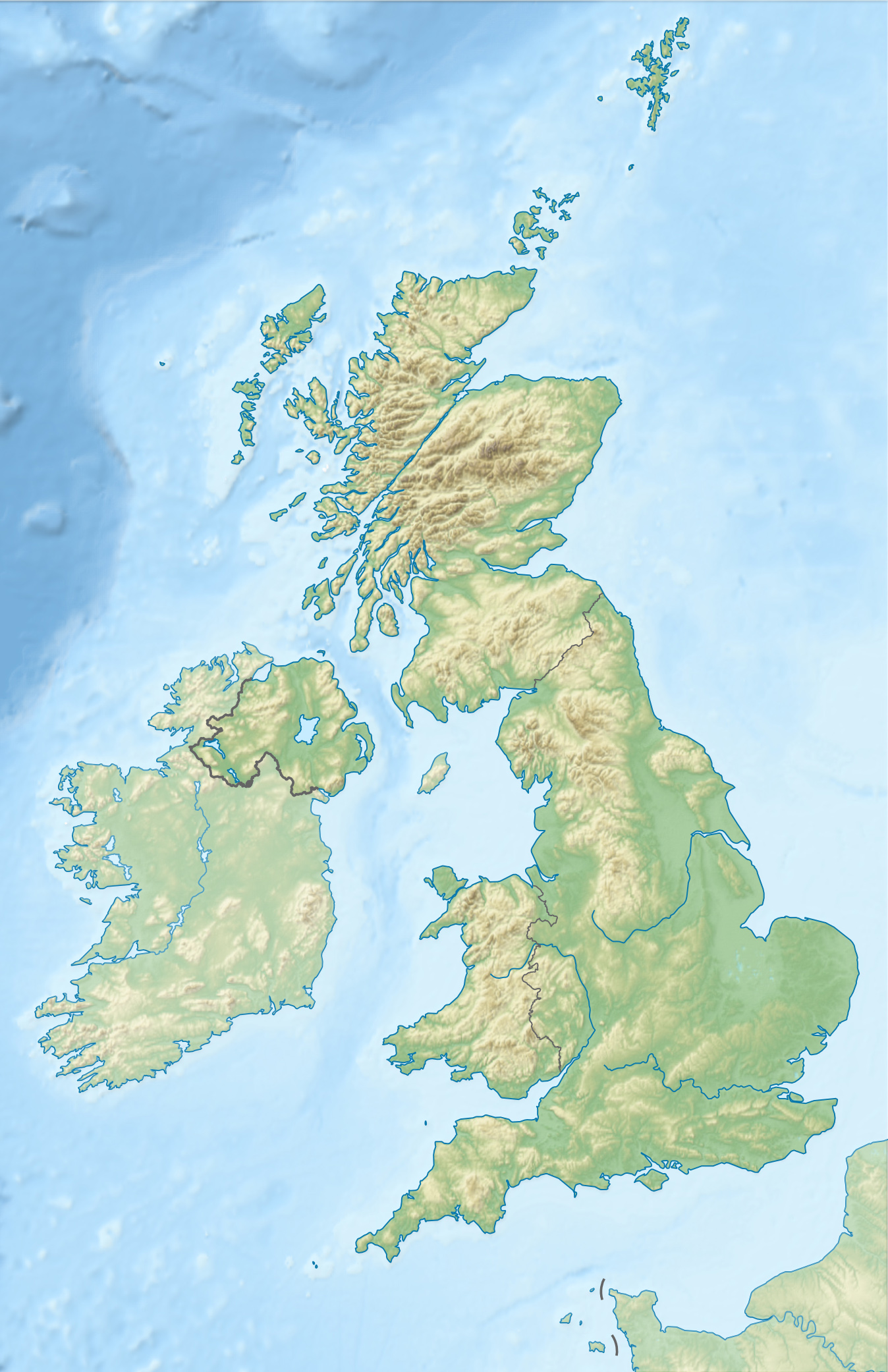
Reliefkarte der Britischen Inseln

Der Begriff Großbritannien fand erstmals weite Verbreitung während der Regierung des Königs Jakob VI. von Schottland, der als Jakob I. auch England regierte; er bezeichnete die von einem Monarchen regierte Insel, die aus zwei Staaten mit eigenen Parlamenten bestand. Nach der Vereinigung von England und Schottland war die Bezeichnung Königreich Großbritannien von 1707 bis 1800 gebräuchlich.
Mit dem Act of Union 1800 fand eine erneute Umgestaltung statt: Das vom englischen Königshaus regierte Irland wurde mit dem Königreich Großbritannien zum Vereinigten Königreich Großbritannien und Irland vereint. Nachdem 26 der 32 irischen Grafschaften den Irischen Freistaat gebildet hatten, entstand im Jahre 1922 das Vereinigte Königreich Großbritannien und Nordirland.
Vereinfachenderweise wird die Bezeichnung „Großbritannien“ häufig als Synonym für das Vereinigte Königreich verwendet, insbesondere auch seitens der Medien und bei nicht-offiziellen Äußerungen von Politikern. Die Regierungsorgane des Vereinigten Königreichs werden als „britisch“ bezeichnet: „Der britische Premierminister“ oder „das Britische Königshaus“. Hierbei steht „Großbritannien“ auch für Nordirland, das geographisch kein Teil der Insel ist. Die häufig verwendete Bezeichnung „englisch“ anstatt „britisch“ an gleicher Stelle ist noch ungenauer, da England wiederum nur ein Teil Großbritanniens ist, allerdings ist sie auch nur Teil der Umgangssprache.

## Geologie und Geografie
| Geologie der Insel Großbritannien | Geologie der Insel Großbritannien    | Geologie der Insel Großbritannien | Geologie der Insel Großbritannien |
| --------------------------------- | ------------------------------------ | --------------------------------- | --------------------------------- |
|                                   | Quartär (Holozän)                    |                                   |                                   |
|                                   | Paläogen und Neogen (Tertiär)        |                                   |                                   |
|                                   | Kreide                               |                                   |                                   |
|                                   | untere Kreide                        |                                   |                                   |
|                                   | oberer u. mittlerer Jura             |                                   |                                   |
|                                   | unterer Jura                         |                                   |                                   |
|                                   | oberes Trias                         |                                   |                                   |
|                                   | unteres Trias                        |                                   |                                   |
|                                   | oberes Perm                          |                                   |                                   |
|                                   | unteres Perm                         |                                   |                                   |
|                                   | oberes Karbon (kohleführend)         |                                   |                                   |
|                                   | mittleres Karbon                     |                                   |                                   |
|                                   | unteres Karbon (Schiefer)            |                                   |                                   |
|                                   | Devon                                |                                   |                                   |
|                                   | Ordovizium und Silur                 |                                   |                                   |
|                                   | Kambrium                             |                                   |                                   |
|                                   | Proterozoikum (jüngeres Präkambrium) |                                   |                                   |
|                                   | älteres Präkambrium                  |                                   |                                   |
|                                   | Granit                               |                                   |                                   |
|                                   | Alte Vulkane                         |                                   |                                   |

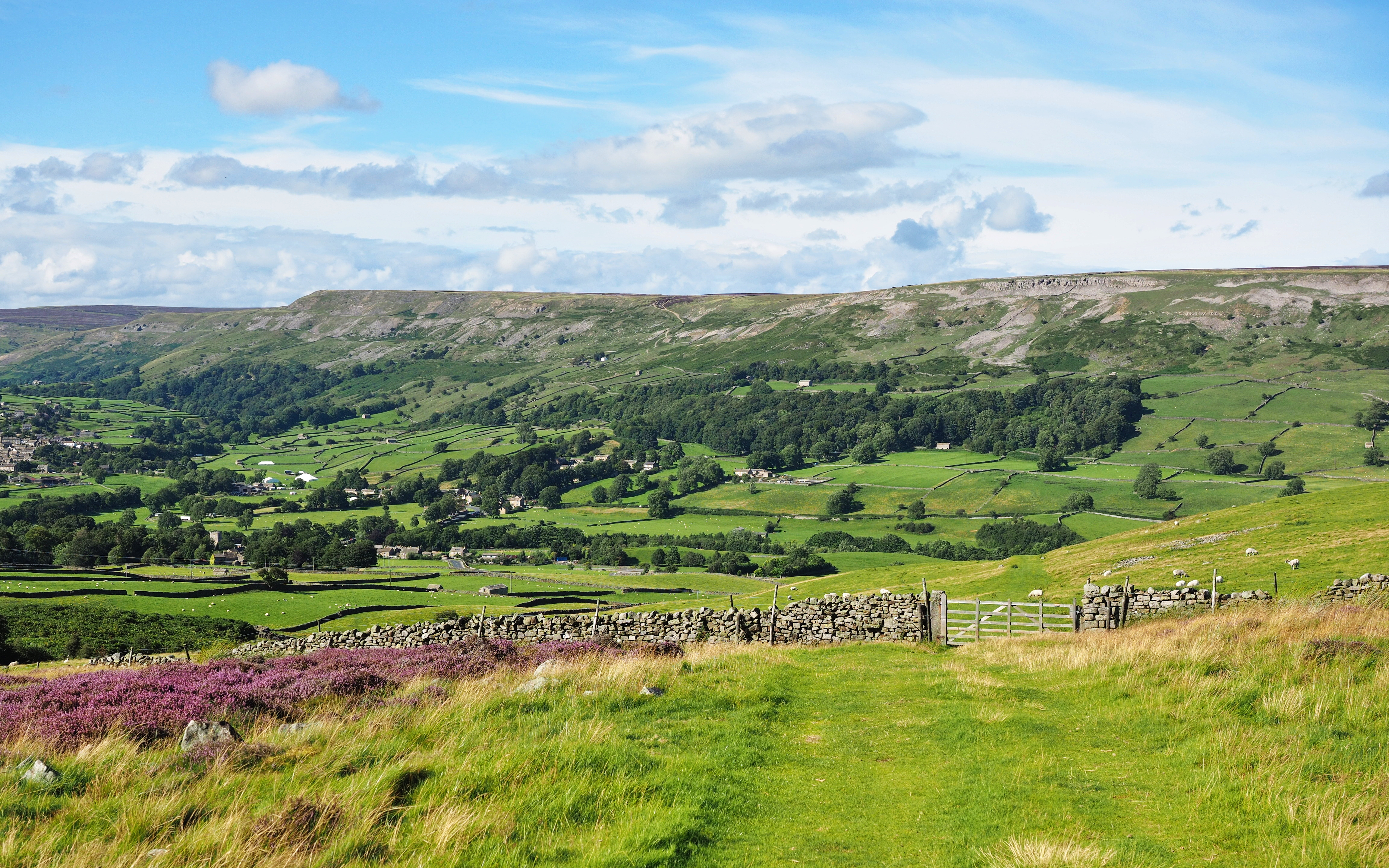
In den Yorkshire Dales auf der Ostseite der Pennines

England ist überwiegend hügelig. Süd- und Ostengland sind eine Schichtstufenlandschaft und abgesehen von kleinen Küstenebenen der geologisch jüngste Teil der Insel. Die einzige ausgedehnte Ebene sind die Fens zwischen Cambridge und dem Wash an der Grenze zwischen Ost- und Mittelengland. Die Penninen (Pennine Range) im Norden Englands gehen fast bruchlos in die Uplands Südschottlands über. Östlich davon erstrecken sich wiederum Hügelländer. Die Mitte Schottlands besteht aus dem Firth of Clyde und Firth of Forth verbindenden Graben der Central Lowlands und einem nordöstlich anschließenden Hügelland. Zum nördlich anschließenden Schottischen Hochland werden außer der rauen Gebirgsregion auch die westlich und nördlich anschließenden, ebenfalls rauen, aber nicht immer hohen über 80 Inseln gezählt, weswegen man auch von Highlands and Islands spricht. Wales, durch den Bristolkanal genannten Meeresarm von Südwestengland getrennt, ist ebenfalls ein Bergland.

### Extrema
Der westlichste Punkt Großbritanniens ist nicht Land’s End in Cornwall (5,716° westliche Länge), sondern Corrachadh Mòr in Achosnich/Highlands  (6,228° westliche Länge), während der östlichste Punkt Großbritanniens Ness Point in Lowestoft/Suffolk ist (1,763° östliche Länge). Der südlichste Punkt Großbritanniens ist Lizard Point in Lizard/Cornwall (49.958° nördliche Breite) und der nördlichste ist Dunnet Head in Caithness/Highlands  (58.672° nördliche Breite). Der höchste Berg ist der Ben Nevis mit einer Höhe von 1345 m.

## Geschichte
Die Insel Großbritannien teilen sich die folgenden drei Nationen (Landesteilen), die politisch nur sehr eingeschränkt eigenständig sind:
- England
- Schottland
- Wales

Englands Dominanz über Großbritannien
Seit England, Wales und Schottland im Jahre 1707 vereint wurden, hat England, welches die weitaus größte Bevölkerung hat, immer die dominierende Rolle in allen nachfolgenden Staaten gespielt. Das zeigt sich auch, indem die Krönung des britischen Monarchen das englische Ritual befolgt, oder das britische Parlament der Struktur des englischen Parlaments folgt und mit dem Palace of Westminster das ursprünglich englische Parlamentsgebäude nutzt.

## Siedlung und Bodennutzung

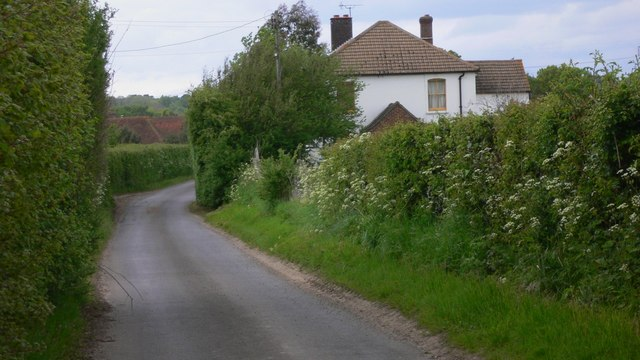
Kleine Landstraße in West Sussex

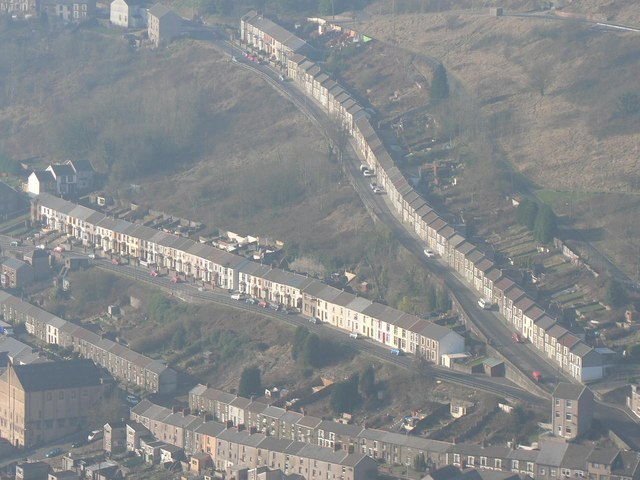
Bergwerkssiedlung in Süd-Wales

Industrielle Ballungsräume sind Greater London, die Umgebung von Birmingham, die alten Steinkohlegebiete, die sich U-förmig um die Penninen gruppieren, Südwales und das Quertal in der Mitte Schottlands. Die Hügelländer mit ihren von Hecken gesäumten Ländereien und oft kleinen Landstraßen sind von einer Geschichte intensiver Nutzung geprägt, die allerdings im 19. Jahrhundert mit der Möglichkeit Grundnahrungsmittel in großem Maße zu importieren, vielerorts einer Grünlandwirtschaft wich. Die Bergländer sind dünn besiedelt und werden extensiv beweidet. Im Norden und Westen Schottlands wurde für die extensive Schafhaltung ein großer Teil der eingesessenen Landbevölkerung im 18. und frühen 19. Jahrhundert vertrieben (Highland Clearances). Jahrhundertelanger Raubbau an den Wäldern ist erst zum geringen Teil in den letzten Jahrzehnten durch Aufforstung behoben worden.